# دکستر لانگن
دکستر لانگن (انگلیسی: Dexter Langen؛ زادهٔ ۶ دسامبر ۱۹۸۰) بازیکن فوتبال اهل آلمان است.
از باشگاه‌هایی که در آن بازی کرده‌است می‌توان به باشگاه فوتبال کیکرز اوفنباخ، باشگاه فوتبال دینامو درسدن، و باشگاه فوتبال هانزا روستوک اشاره کرد.